# Steins;Gate (série de televisão)
Steins;Gate é uma série de anime de 2011 produzida pelo estúdio de animação White Fox com base no romance visual de mesmo nome lançado pela Nitroplus e 5pb. em 2009. Faz parte da franquia Science Adventure junto com Chaos;Head e Robotics;Notes. É ambientado em 2010 e segue Rintaro Okabe, que junto com seus amigos descobre acidentalmente um método de viagem no tempo através do qual podem enviar mensagens de texto para o passado, mudando assim o presente.
A série foi dirigida por Hiroshi Hamasaki e Takuya Satō, enquanto Jukki Hanada serviu como roteirista, Kyuuta Sakai como diretor de animação e designer de personagens e Takeshi Abo como compositor. Foram transmitidos 24 episódios, que além da exibição no Japão, foram transmitidos simultaneamente nas Américas do Norte e do Sul, África, Oriente Médio e em partes da Europa pelo serviço de streaming Crunchyroll e no Reino Unido pela Anime on Demand. Um 25.º episódio foi incluído posteriormente nos lançamentos de DVD e Blu-ray, realizados pela Funimation na América do Norte e pela Manga Entertainment no Reino Unido. A série também teve quatro episódios de animação original para internet, uma sequência em filme e uma adaptação para anime de Steins;Gate 0, que continua a história do romance visual. Steins;Gate foi bem recebido pela crítica, com vários revisores elogiando a história e a escrita, embora alguns tenham criticado o ritmo de sua primeira metade.

## Enredo
A animação de Steins;Gate é uma adaptação do romance visual de mesmo nome. É ambientado em 2010 no bairro de Akihabara em Tóquio, e segue Rintaro Okabe, um autoproclamado "cientista louco", que dirige o "Laboratório de Dispositivos do Futuro" em um apartamento junto com seus amigos Mayuri Shiina, sua amiga de infância, Itaru "Daru" Hashida, um otaku e hacker e a cientista Makise Kurisu. Os membros do laboratório descobrem que o forno de micro-ondas operado por telefone celular que estão desenvolvendo pode enviar mensagens de texto de volta no tempo, conhecidas como "D-mails", para mudar o presente. Em um dado momento, eles criam um dispositivo que pode enviar memórias através do micro-ondas, permitindo efetivamente ao usuário viajar no tempo. A SERN, uma organização fictícia baseada no Organização Europeia para a Pesquisa Nuclear (CERN) e uma representação de John Titor também aparecem na obra.

## Elenco
| Personagem                |                   |
| Personagem                | Dublador original |
| ------------------------- | ----------------- |
| Rintaro Okabe             | Mamoru Miyano     |
| Kurisu Makise             | Asami Imai        |
| Mayuri Shiina             | Kana Hanazawa     |
| Itaru "Daru" Hashida      | Tomokazu Seki     |
| Suzuha Amane              | Yukari Tamura     |
| Luka Urushibara           | Yū Kobayashi      |
| Faris NyanNyan            | Haruko Momoi      |
| Moeka Kiryu               | Saori Gotō        |
| John Titor                | Hiroshi Tsuchida  |
| Yugo "Sr. Braun" Tennouji | Masaki Terasoma   |
| Nae Tennouji              | Ayano Yamamoto    |

## Episódios
| N.º      | Título em português (Título original)                                                                             | Exibição original       |
| -------- | --- | ----------------------- |
| 1        | "Momento Decisivo" Transliteração: "Hajimari to Owari no Purorōgu"" (em japonês: 始まりと終わりのプロローグ)      | 6 de abril de 2011      |
| 2        | "Paranóia de Viagem no Tempo" Transliteração: "Jikan Chōyaku no Paranoia" (em japonês: 時間跳躍のパラノイア)      | 13 de abril de 2011     |
| 3        | "Paranóia de Mundo Paralelo" Transliteração: "Heiretsu Katei no Paranoia" (em japonês: 並列過程のパラノイア)      | 20 de abril de 2011     |
| 4        | "Encontro de Intérpretes" Transliteração: "Kūri Hōkō no Randevū" (em japonês: 空理彷徨のランデヴー)               | 27 de abril de 2011     |
| 5        | "Starmine Rendezvous" Transliteração: "Denka Shōtotsu no Randevū" (em japonês: 電荷衝突のランデヴー)              | 4 de maio de 2011       |
| 6        | "A Divergência do Efeito Borboleta" Transliteração: "Chōyoku no Daibājensu" (em japonês: 蝶翼のダイバージェンス)  | 11 de maio de 2011      |
| 7        | "A Singularidade da Divergência" Transliteração: "Dansō no Daibājensu" (em japonês: 断層のダイバージェンス)       | 18 de maio de 2011      |
| 8        | "Homeostase da Teoria do Caos" Transliteração: "Mugen no Homeosutashisu" (em japonês: 夢幻のホメオスタシス)       | 25 de maio de 2011      |
| 9        | "Homeostase da Teoria do Caos - II" Transliteração: "Gensō no Homeosutashisu" (em japonês: 幻相のホメオスタシス)  | 1 de junho de 2011      |
| 10       | "Homeostase da Teoria do Caos - III" Transliteração: "Sōsei no Homeosutashisu" (em japonês: 相生のホメオスタシス) | 8 de junho de 2011      |
| 11       | "Dogma no Horizonte de Eventos" Transliteração: "Jikū Kyōkai no Doguma" (em japonês: 時空境界のドグマ)            | 15 de junho de 2011     |
| 12       | "Dogma na Ergosfera" Transliteração: "Seishi Genkai no Doguma" (em japonês: 静止限界のドグマ)                     | 22 de junho de 2011     |
| 13       | "Necrose Metafísica" Transliteração: "Keijijō no Nekurōshisu" (em japonês: 形而上のネクローシス)                  | 29 de junho de 2011     |
| 14       | "Necrose Física" Transliteração: "Keijika no Nekurōshisu" (em japonês: 形而下のネクローシス)                      | 6 de julho de 2011      |
| 15       | "Necrose do Elo Perdido" Transliteração: "Bōkanjō no Nekurōshisu" (em japonês: 亡環上のネクローシス)              | 13 de julho de 2011     |
| 16       | "Necrose Sacrificial" Transliteração: "Fukagyaku no Nekurōshisu" (em japonês: 形而下のネクローシス)               | 20 de julho de 2011     |
| 17       | "Complexo Feito" Transliteração: "Kyozō Waikyoku no Konpurekkusu" (em japonês: 虚像歪曲のコンプレックス)          | 27 de julho de 2011     |
| 18       | "Andrógeno Fractal" Transliteração: "Jiko Sōji no Andorogyunosu" (em japonês: 自己相似のアンドロギュノス)         | 3 de agosto de 2011     |
| 19       | "Apoptose Sem Fim" Transliteração: "Mugen Rensa no Apotōshisu" (em japonês: 無限連鎖のアポトーシス)               | 10 de agosto de 2011    |
| 20       | "Apoptose Concluída" Transliteração: "Ensa Danzetsu no Apotōshisu" (em japonês: 怨嗟断絶のアポトーシス)           | 17 de agosto de 2011    |
| 21       | "Colapso do Paradoxo" Transliteração: "Ingaritsu no Meruto" (em japonês: 因果律のメルト)                          | 24 de agosto de 2011    |
| 22       | "Colapso do Ser" Transliteração: "Sonzai Ryōkai no Meruto" (em japonês: 存在了解のメルト)                         | 31 de agosto de 2011    |
| 23       | "Abra o Stein;Gate" Transliteração: "Kyōkaimenjō no Shutainzu Gēto" (em japonês: 境界面上のシュタインズゲート)    | 7 de setembro de 2011   |
| 24       | "Ponto de Realização" Transliteração: "Owari to Hajimari no Purorōgu" (em japonês: 終わりと始まりのプロローグ)    | 14 de setembro de 2011  |
| 25 (OVA) | "Poriomania Egoísta" Transliteração: "Ōkō Bakko no Poriomania" (em japonês: 横行跋扈のポリオマニア)               | 22 de fevereiro de 2012 |
| 23β      | "Divida por Zero" Transliteração: "Zero josan" (em japonês: ゼロ除算)                                             | 2 de dezembro de 2015   |

## Produção e lançamento

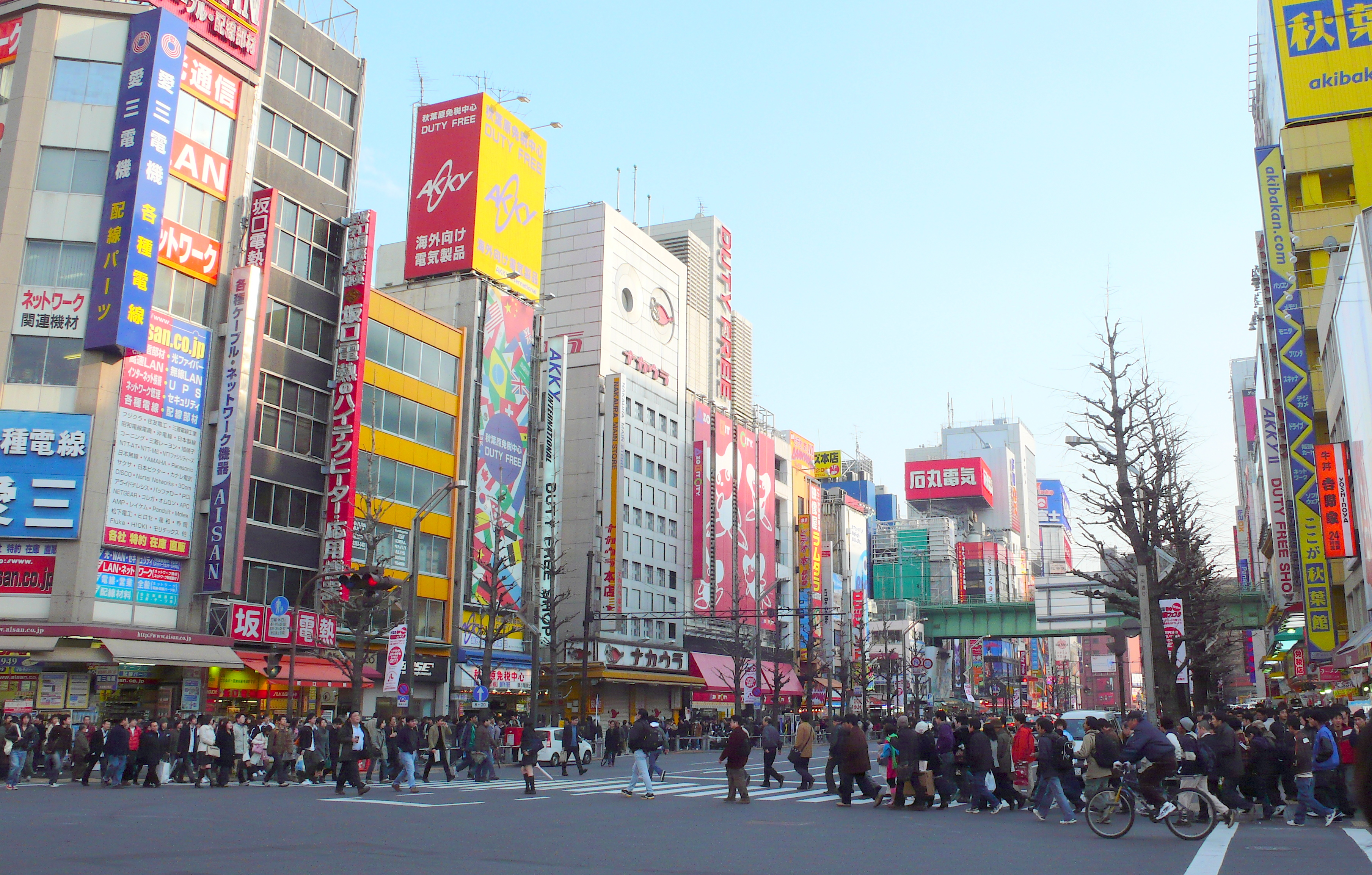
Steins;Gate se passa no bairro de Akihabara, em Tóquio.

O anime de Steins;Gate foi criado no estúdio de animação White Fox e produzido por Mika Nomura e Yoshinao Doi, dirigido por Hiroshi Hamasaki e Takuya Satō, e escrito por Jukki Hanada, com Kyuuta Sakai atuando como designer de personagens e diretora-chefe da animação. Enquanto Takeshi Abo, o compositor dos jogos Science Adventure, teve apenas um pequeno papel na adaptação anterior da série para anime, ele foi nomeado para compor para o anime de Steins;Gate, juntamente com seu colega de trabalho Jun Murakami. Abo compôs novas músicas e utilizou a mesma atmosfera e visão de mundo musical de quando compôs para o jogo de Steins;Gate, mas também teve de considerar que a música tinha de estar sincronizada com os movimentos do anime; era uma forma de trabalhar muito diferente daquela que ele normalmente faz ao compor para jogos.
A adaptação do anime foi anunciada em julho de 2010 por Chiyomaru Shikura, presidente da 5pb. Foi ao ar contendo ao todo 24 episódios de 6 de abril a 14 de setembro de 2011, e foi lançado em DVD e Blu-ray em nove volumes de 22 de junho de 2011 a 22 de fevereiro de 2012 no Japão; o nono e último volume incluía um "episódio especial", de número 25, não incluído na transmissão original. Para a retransmissão do anime em 2015, uma versão alternativa do episódio 23, onde Okabe não salva Kurisu foi ao ar para promover o jogo Steins;Gate 0. Steins;Gate: Sōmei Eichi no Cognitive Computing, uma série de quatro curtas-metragens de animação originais baseados na série que foca em como os computadores podem melhorar a vida das pessoas no futuro, foi feita em colaboração com a IBM após uma conversa entre Shikura e representantes da IBM Japão. Os episódios foram lançados de outubro a novembro de 2014 no site Mugendai da IBM em japonês e no canal do YouTube da IBM no Japão em japonês com legendas em inglês. A série de anime também recebeu uma sequência de filme de animação, intitulada de Steins;Gate: The Movie - Load Region of Déjà Vu, que estreou em 20 de abril de 2013, e uma adaptação de anime de  Steins;Gate 0, que estreou em 2018. Cenas da adaptação para anime de Steins;Gate foram usadas no jogo de 2018 Steins;Gate Elite  - uma versão totalmente animada e atualizada do jogo Steins;Gte - juntamente com novas animações feitas pela White Fox.
Fora do Japão, a série foi distribuída por diferentes empresas. A Crunchyroll transmitiu simultaneamente a série na América do Norte e do Sul, Escandinávia, Holanda, Oriente Médio e África; A Anime on Demand fez o mesmo no Reino Unido. Posteriormente, a Funimation adquiriu os direitos de transmissão para a América do Norte, produzindo uma dublagem em inglês e lançando em 2012 a série em DVD e Blu-ray contendo dois volumes. A Madman Entertainment adquiriu a licença para a transmissão na Austrália, e transmitiu a série em seu site. A Manga Entertainment esperou para adquirir os direitos de transmissão para o Reino Unido até que a Funimation tivesse completado a dublagem em inglês, lançando o anime em dois volumes para DVD e Blu-ray em 2013. No Brasil, a série foi dublada e lançada no serviço de streaming da Funimation em 2020.

## Recepção

### Vendas
O primeiro volume para Blu-ray japonês estreou como o quarto Blu-ray de animação mais vendido da semana e o sétimo Blu-ray mais vendido no geral, com 11.802 cópias vendidas de acordo com a Oricon, e permaneceu nas paradas de vendas por mais três semanas, vendendo 14.921 cópias no total. No final de 2012, os volumes 9, 8 e 7 foram o 44º, 46º e 49º Blu-rays de animação mais vendidos do ano no Japão. As coleções japonesas de DVD e Blu-ray que contém toda a série também fizeram parte do gráfico: a coleção para o DVD, lançada em março de 2013, foi o 26º DVD de animação mais vendido da semana, e a coleção para Blu-ray, que foi lançada em fevereiro de 2016, estreou em quarto lugar e ficou nas paradas por duas semanas.

### Recepção critica
A série foi bem recebida pela crítica, com Carlo Santos, do site Anime News Network, nomeando-a como "um dos suspenses de ficção científica mais viciantes da história recente dos animes". Já Richard Eisenbeis, do Kotaku, chamou-a de um dos melhores animes que ele já assistiu, e Chris Beveridge do The Fandom Post chamou de seu título simulcast (lit. tranmissão simultânea) favorito de 2011. Em 2011 ganhou o Prêmio Newtype de melhor personagem masculino de anime do ano, por Rintaro Okabe. A IGN listou Steins;Gate entre as melhores séries de anime dos anos 2010.
Os críticos gostaram da história e da escrita da série. Santos gostou de como Steins;Gate engana o espectador ao passar a primeira metade da série como uma comédia antes de se transformar em suspense na segunda metade, e como o final revisita os eventos do primeiro episódio, criando um "clímax sólido". Rebecca Silverman, também da Anime News Network, considerou o ritmo da primeira parte  irregular, com empolgantes descobertas científicas combinadas com sequências menos interessantes sobre a vida diária no laboratório e visitas a maid cafés, mas considerou a segunda metade do programa um grande avanço; ela gostou da sensação de desespero, e de como os personagens foram desenvolvidos e como o espectador teve uma visão sobre suas motivações na primeira metade da série. Da mesma forma, Aiden Foote, da THEM Anime Reviews disse que a primeira metade, embora seja divertida, carece de direção. Eisenbeis observou que as regras de funcionamento da viagem no tempo são bem definidas, coisa que ele considerou uma das mais difíceis de fazer ao escrever uma ficção sobre viagem no tempo. Pierce Drew, do The Fandom Post, gostou da história e dos personagens, mas observou que Luka acrescenta muito pouco à história. Patrick, das Cedar Mill & Bethany Community Libraries, chamou-o de uma "brilhante mistura de ficção científica hard, comédia, romance e drama".
Santos chamou os designs dos personagens de memoráveis e achou revigorante que o anime apresentasse uma pessoa acima do peso como um de seus personagens principais. Ele notou que os fundos, embora usassem tons suaves e acinzentados, ainda tinham cor suficiente para serem visualmente atraentes. Uma área com a qual ele ficou desapontado foi como a série frequentemente faz uso de cenas de "cabeças falantes" com pouca animação e baixas taxas de quadros. Ele disse que a música transformava bem o clima do anime, mas também que "nada se destacava em particular". Silverman achou que os visuais da série eram irregulares na primeira metade, tendo algum "bom toque visual" em alguns pontos, como uma cena em preto e branco no episódio 11 e algumas fotos de fan-service que ela achou desnecessárias. Na segunda metade do anime, ela achou que o design visual e de áudio melhorou, com foco em temas visuais como as mãos postas e o uso de arte altamente detalhada e mais realista durante os momentos de suspense da história. Foote gostou da apresentação visual de Akihabara, que ele descreveu como "sem vida, mas sempre em movimento, como areia ao vento do deserto"; ele chamou isso de evocação de cenas matinais de rua no trabalho anterior dos diretores, Serial Experiments Lain (1998), e a prova de que eles não perderam o "toque" desde então. Drew disse que os visuais eram de alta qualidade em toda a série, e que eram uma boa, embora menos detalhada, representação do estilo de arte usado no jogo de Steins;Gate.